# Холинс (Алабама)
Холинс (енгл. Hollins) насељено је место без административног статуса у америчкој савезној држави Алабама.

## Демографија
По попису из 2010. године број становника је 545.
| Група             | 2000.    | 2010.       |
| Белци             | 0 (0,0%) | 487 (89,4%) |
| Афроамериканци    | 0 (0,0%) | 42 (7,7%)   |
| Азијати           | 0 (0,0%) | 0 (0,0%)    |
| Хиспаноамериканци | 0 (0,0%) | 4 (0,7%)    |
| Укупно            | 0        | 545         |